# Самур-Дербентский канал
Самур-Дербентский канал — оросительно-обводнительный канал в Дагестане.
Построен в 1960-х годах для водоснабжения юго-востока Дагестана, в том числе городов Дербент и Дагестанские Огни. Это одна из двух магистральных оросительных систем, питаемых водами Самура, наряду с Самур-Апшеронским каналом, уходящим на территорию Азербайджана. Общая длина 90 км. Пересекает реки Рубас, Суходол, Уллучай. Начинается от гидроузла на реке Самур. Заканчивается на р. Уллучай у посёлка Дружба. К началу 1990-х канал сильно засорился. В р-не города Дагестанские Огни, до реконструкции канала в 2014—2015 годах, в него также сливались сточные воды из окружающих частных домов. Воды канала используются в первую очередь для орошения окружающих его сельхозугодий. Канал забирает около пятой части стока реки Самур, что негативно сказывается на водоснабжении уникальных субтропических лесов в дельте Самура ниже по течению.